# دیمیتریوس چاتزیسایاس
دیمیتریوس چاتزیسایاس (یونانی: Δημήτριος Χατζηισαΐας؛ زادهٔ ۲۱ سپتامبر ۱۹۹۲) بازیکن فوتبال اهل یونان است. 
از باشگاه‌هایی که در آن بازی کرده است می‌توان به باشگاه فوتبال پائوک و باشگاه فوتبال پانیونیوس اشاره کرد.